# Garden Grove (Iowa)
Garden Grove es una ciudad ubicada en el condado de Decatur en el estado estadounidense de Iowa. En el Censo de 2010 tenía una población de 211 habitantes y una densidad poblacional de 117,56 personas por km².

## Geografía
Garden Grove se encuentra ubicada en las coordenadas 40°49′36″N 93°36′26″O / 40.82667, -93.60722. Según la Oficina del Censo de los Estados Unidos, Garden Grove tiene una superficie total de 1.79 km², de la cual 1.79 km² corresponden a tierra firme y (0%) 0 km² es agua.

## Demografía
Según el censo de 2010, había 211 personas residiendo en Garden Grove. La densidad de población era de 117,56 hab./km². De los 211 habitantes, Garden Grove estaba compuesto por el 97.63% blancos, el 0.95% eran afroamericanos, el 0% eran amerindios, el 0% eran asiáticos, el 0% eran isleños del Pacífico, el 0% eran de otras razas y el 1.42% pertenecían a dos o más razas. Del total de la población el 0.95% eran hispanos o latinos de cualquier raza.